# Eduardo Carvalho
Eduardo dos Reis Carvalho , portugalski nogometaš , * 19. september 1982, Mirandela. 

## Življenjepis
Eduardo se je rodil v mestu Mirandela, ki leži na severovzhodu Portugalske.Ta kraj z okoli 24.000 prebivalci je oddaljen od meje z Španijo 70 km, od Porta 155 km, od Lizbone 430 km ter od Zagreba na Hrvaškem kjer trenutno igra 2.420 kilometrov. Doslje je igral za 7 klubov v štirih državah. Za Portugalsko člansko reprezentanco je debitiral na prijateljski tekmi 11.februarja 2008 v Portu proti Finski. Od 27. junija 2014 pa je član hrvaškega kluba Dinamo Zagreb. Bil je tudi v kadru 15. EP v nogometu, ki se je od 10. junija do 10. julija 2016 igralo v Franciji. Tam je kot tretji vratar postal evropski prvak s svojo Portugalsko.